# Carangoliopsis spinulosa
Carangoliopsis spinulosa is een vlokreeftensoort uit de familie van de Carangoliopsidae. De wetenschappelijke naam van de soort is voor het eerst geldig gepubliceerd in 1970 door Ledoyer.